# Honorowa Nagroda Miasta Wągrowca
Honorowa Nagroda Miasta Wągrowca – nagroda ustanowiona przez Radę Miejską Wągrowca 30 grudnia 1999 roku. Przyznawana jest mieszkańcom miasta przez gremium, składające się z: proboszcza parafii pod wezwaniem św. Jakuba, burmistrza miasta oraz przewodniczącego rady miejskiej. Symbolem nagrody jest statuetka św. Jakuba, patrona Wągrowca. Honorowa nagroda miasta przyznawana jest corocznie w trzech kategoriach: 1) oświata, nauka, kultura, kultura fizyczna, 2) działalność gospodarcza, 3) działalność społecznikowska. Wręczana jest w lipcu, podczas uroczystej sesji rady miejskiej. Przyznawana jest zarówno pojedynczym mieszkańcom, jak i grupom osób lub organizacjom. Kandydatów zgłaszają organizacje społeczne, polityczne, młodzieżowe, gospodarcze a także samorządy, grupy mieszkańców czy zakłady pracy.  

## Laureaci
Do tej pory (2020), nagrodę przyznano 64 podmiotom (mieszkańcom, organizacjom). Wśród laureatów byli, między innymi: dr Tadeusz Nożyński (2000), dr Gustawa Patro (2002), Maria Baar (2004), Jerzy Mianowski (2009), Wągrowiecki Chór Kameralny (2014), MKS "Nielba Wągrowiec" (2016) oraz wielu innych. 